# Итальянский национализм

Флаг Италии.

Итальянский национализм (итал. nazionalismo italiano) — политическое движение, которое основано на идее, что итальянцы — это нация с единой однородной идентичностью и поэтому стремится содействовать культурному единству Италии как страны. С точки зрения итальянского национализма итальянскость определяется как притязание на культурное и этническое происхождение от латинян, италийского племени, которое изначально обитало в Лацио и стало доминировать на итальянском полуострове и, со временем, в большей части Западной и Южной Европы. Из-за этого итальянский национализм также исторически придерживался империалистических теорий. Романтическая (или мягкая) версия таких взглядов известна как итальянский патриотизм, в то время как их интегральная (или жёсткая) версия известна как итальянский фашизм.
Часто считается, что итальянский национализм берёт своё начало в эпоху Возрождения, но как политическая сила оформился только в 1830-х годах под руководством Джузеппе Мадзини. Итальянский национализм послужил причиной Рисорджименто в 1860-х—1870-х годах, сумев освободить и объединить Италию. Вновь он проявил себя во время Первой мировой войны, когда итальянцы предъявили ирредентистские претензии на территории, удерживаемые Австро-Венгрией, а также в эпоху итальянского фашизма (1920-е—1940-е).

## История

### От Возрождения до XIX века

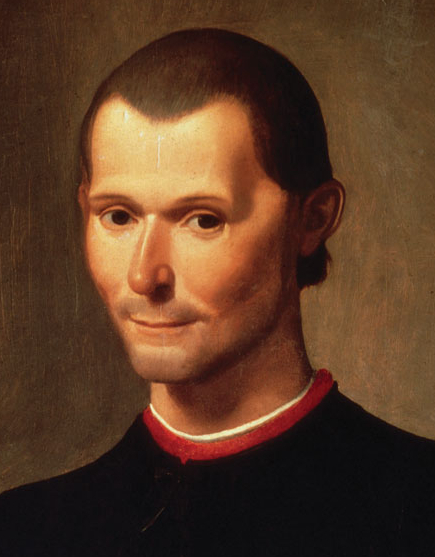
Никколо Макиавелли, отец современной политической науки.

Истоки итальянского национализма восходят к эпохе Возрождения, когда в Италии началось европейское возрождение классической греко-римской культуры, философии и искусства. Итальянский национализм возник среди интеллектуальной элиты различных итальянских государств. В 1344 году Петрарка написал знаменитую патриотическую канцону Italia mia (Rime 128), в которой ругал враждующих мелких лордов Италии за то, что они отдали страну варварской немецкой ярости (la tedesca rabbia, строка 35) и призывал к миру и объединению. Примерно в то же время Кола ди Риенцо попытался объединить всю Италию под гегемонией Рима. В мае 1347 года он захватил власть в Риме и принял титул «Libertatis, Pacis Iustitiaeque Tribunus, et Sacrae Romanae Rei Publicae Liberator (в переводе с лат. — «трибун свободы, мира и справедливости и освободитель священной Римской республики»). Петрарка приветствовал его в своей знаменитой песне Spirto gentil che quelle membra reggi как реинкарнацию классического духа. Правда у власти ди Риенцо оставался недолго: уже в декабре того же 1347 года он был вынужден бежать из Рима.
В 1454 году представители 4 ведущих государств Италии встретились в Лоди, чтобы подписать договор, известный как Лодийский мир, который положил конец войнам за гегемонию в Северной Италии и привёл к созданию в том же 1454 году Итальянской лиги — союза государств, которые обязались приходить друг другу на помощь в случае покушения на территориальную целостность любого из них. Это соглашение принесло на 40 лет мир на итальянские земли. Статус-кво, установленный в Лоди, просуществовал до 1494 года, когда Франция при Карле VIII вмешалась в итальянские дела, положив начало Итальянским войнам.
Дипломат и политический теоретик эпохи Возрождения Никколо Макиавелли в своём труде «Государь» (1532), обращаясь к итальянскому патриотизму, призвал итальянцев «захватить Италию и освободить её от варваров», под которыми он имел в виду иностранные державы, оккупировавшие итальянский полуостров. Макиавелли процитировал четыре стиха из Italia mia Петрарки, в которых тот с нетерпением ждал политического лидера, который объединит Италию.
Во время Итальянских войн Папа Юлий II (1503—1513) приложил все усилия, чтобы создать итальянские союзы и изгнать врага — в его время французов — из страны. И хотя его боевой клич fuori i barbari («Выгоните варваров!»), вероятно, апокрифический, он очень точно передаёт чувства многих итальянцев. В своём трактате Discorso sopra il concilio che si ha da fare, e sopra la unione d'Italia, опубликованном в 1566 году, Джироламо Муцио, выдающийся литератор середины 1500-х годов, впервые выступил за политическое объединение Италии.
В 1559 году Като-Камбрезийский мир ознаменовал конец итальянской свободы и начало периода неоспоримой испанской гегемонии в Италии. В течение длительного периода испанского господства антииспанская полемика получила широко распространение по всей Италии. Траяно Боккалини написал много антииспанских памфлетов, таких как Pietra del paragone politico (Оселок политики), опубликованный после его смерти в 1615 году. Последователи Боккалини публиковали похожие антииспанские памфлеты в тот же период, такие как Esequie delle reputazione di Spagna, напечатанный в 1615 году, в котором труп репутации Испании препарируют известные анатомы.
Современные историки расходятся во мнениях относительно силы «Italianità» (итальянской национальной идентичности) в ранний современный период. Напротив, испанские дипломаты в Италии в то время были слишком уверены, что итальянцы разделяли общую связь негодования против власти Испании.
Экспансионистская политика Карла Эммануила I, герцога Савойи и князя Пьемонта, разожгла итальянский национализм и патриотизм. В 1614 году Алессандро Тассони опубликовал один за другим два анонимных стихотворения Filippiche, призывая итальянское дворянство очнуться от летаргии, объединиться и вместо того, чтобы сражаться друг с другом, присоединиться к Савойе в избавлении Италии от испанской гегемонии.
Примерно в то же время, когда Тассони был вдохновлен на написание Filippiche, Фульвио Тести, молодой поэт при дворе герцога Эсте, опубликовал сборник стихотворений, посвященных Карлу Эммануилу. Не все стихотворения были патриотического характера, но те, которые были ясно раскрыты в чувствах, которые Карл Эммануил пробудил в свободолюбивых итальянцах. Тести продолжил в 1617 году произведением Pianto d'Italia, в котором Италия призывает к войне за национальную независимость, в которой герцог Савойский должен был стать лидером.
Более пятидесяти лет спустя Витторио Сири всё ещё вспоминал, что «вся Италия разразилась пером и языком в хвалебных речах и панегириках имени Карло Эммануила, и в демонстрациях радости и аплодисментов, что он возродил… древнюю латинскую доблесть, желая, чтобы он… [мог] однажды стать спасителем свободы Италии и восстановителем ее величия».
Провал экспансионистской политики Карла Эммануила вызвал широкомасштабный кризис среди итальянских националистов.
В сонете Винченцо да Филикайи конца XVII века Italia, Italia O tu, cui feo la sorte «несчастливый дар красоты» был причиной того, что Италия, «рабыня друзей и врагов», на протяжении всей истории неоднократно завоёвывалась, разграблялась и эксплуатировалась. Сонет Филикайи был хорошо известен, наряду с Italia mia Петрарки, как одно из величайших итальянских патриотических стихотворений. Он появился в De la littérature du midi Сисмонди (где его восхваляют как «самый знаменитый образец, который предоставляет итальянская литература XVII века») и часто переводился на другие языки.
В 1713 году герцоги Савойские, которые традиционно обладали титулом имперского викария Италии, получили королевское достоинство, обеспечив своё превосходство среди итальянских князей.

Паскуале Паоли, борец за свободу Корсики, сделавший итальянский официальным языком Корсиканской республики в 1755 году.

Когда Франция в конце XVIII века начала захват Корсики, а во время империи Наполеона захватила Пьемонт, Лигурию, Тоскану и Лацио, движение в защиту независимости Италии началось с корсиканского восстания Паоли, которое предшествовало рождению итальянского ирредентизма.
Паоли симпатизировал итальянской культуре и считал корсиканский язык диалектом итальянского (корсиканский относится к итало-далматинской языковой подгруппе и тесно связан с тосканским). Никколо Томмазео, собравший свои Lettere (Письма), считал Паоли одним из предшественников итальянского ирредентизма. Паоли, прозванный корсиканскими итальянцами Babbu di a Patria (в переводе с итал. — «Отец отечества»), в 1768 году писал в своих «Письмах» :
Мы корсиканцы по рождению и чувствам, но прежде всего мы чувствуем себя итальянцами по языку, происхождению, обычаям, традициям; и итальянцы все братья и едины перед лицом истории и перед лицом Бога… Как корсиканцы, мы не хотим быть ни рабами, ни «мятежниками», и как итальянцы мы имеем право вести себя на равных с другими итальянскими братьями… Либо мы будем свободны, либо станем никем… Либо мы победим, либо умрём с оружием в руках… Война против Франции права и свята, как свято и справедливо имя Бога, и здесь, на наших горах, для Италии взойдёт солнце свободы…

### 1830-е — 1848 годы

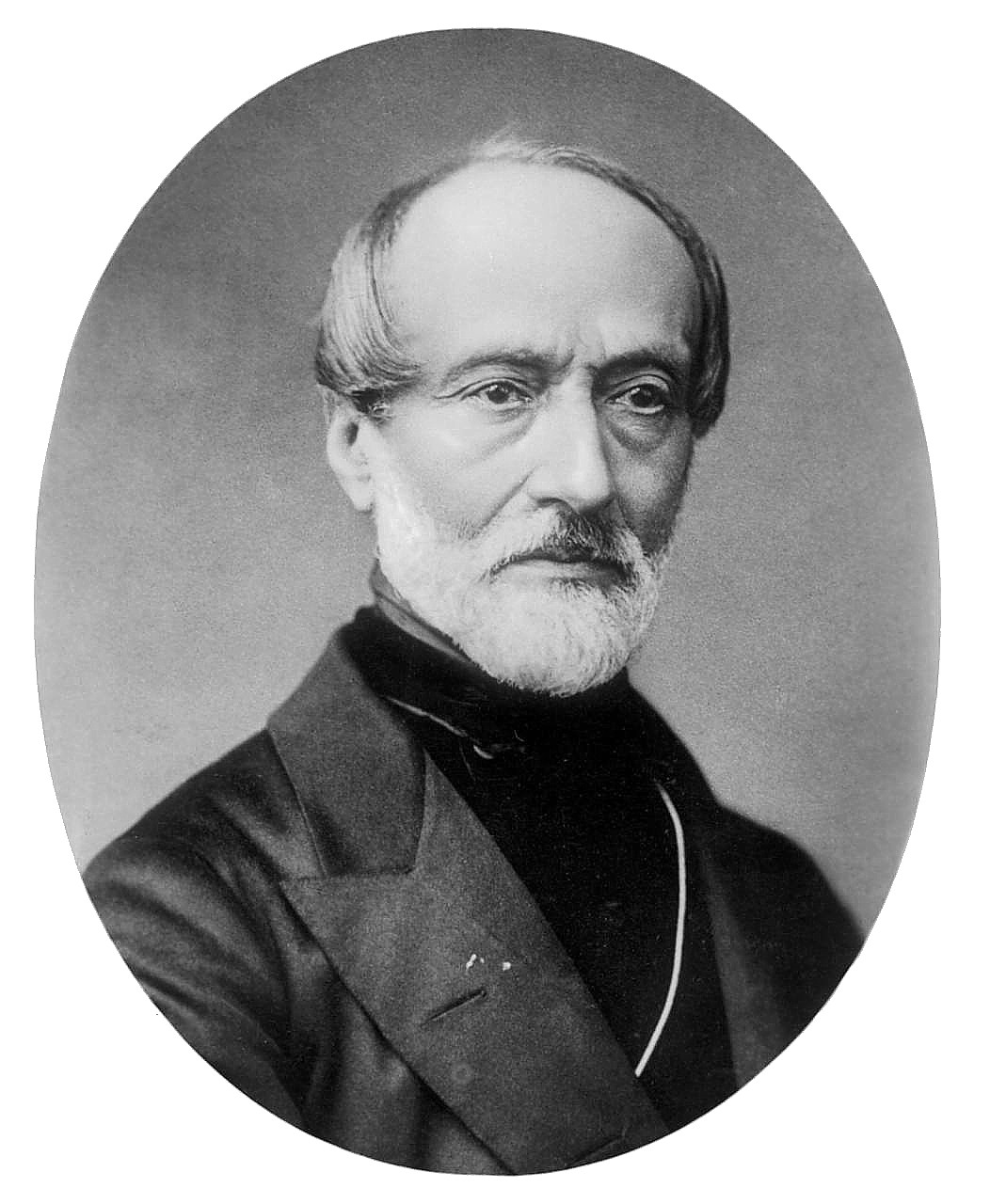
Джузеппе Мадзини, пророк итальянского национализма и европеизма, повлияв на многих политиков более позднего периода.

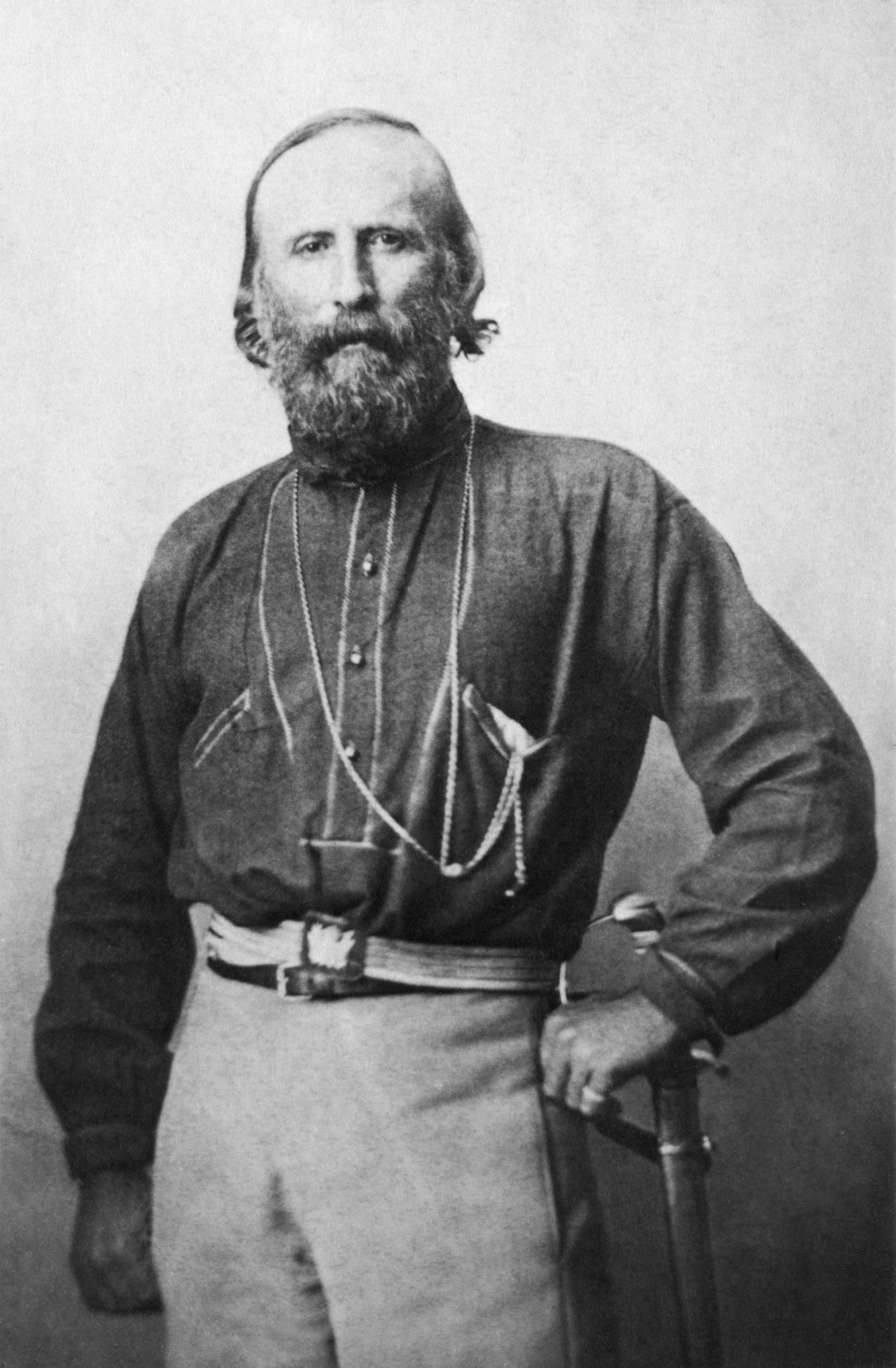
Джузеппе Гарибальди, один из величайших генералов современности и «Герой двух миров», один из лидеров Рисорджименто.

Важную роль в развитии итальянского национализма сыграл писатель и философ Джузеппе Мадзини, который стал националистом в 1820-х годах. В своей политической карьере Мадзини ставил перед собой цели освобождения Италии от прямого и косвенного контроля со стороны Австрии, княжеского деспотизма, аристократических привилегий и церковной власти. Мадзини был очарован Древним Римом, который он считал «храмом человечества», и стремился создать объединённую Италию как «Третий Рим», подчёркивающий римские духовные ценности, которые, по утверждениям итальянских националистов, были сохранены Католической церковью. Мадзини и итальянские националисты в целом продвигали концепцию Romanitas (римскости), которая утверждала, что римская культура внесла неоценимый вклад в итальянскую и западную цивилизацию. С 1820-х годов Мадзини поддерживал революцию, надеясь создать идеальную Итальянскую республику со столицей в Риме. В 1832 году Мадзини сформировал революционное патриотическое общество «Молодая Италия». После того, как «Молодая Италия» распалась в середине 1830-х годах, Мадзини восстановил общество в 1838 году с намерением заручиться поддержкой рабочих групп. Однако в то время Мадзини был враждебно настроен по отношению к социализму, полагая, что все классы должны быть объединены ради создания единой Италии, а не разделены друг против друга.
Винченцо Джоберти в 1843 году в своей книге «О гражданском и моральном главенстве итальянцев» выступал за федеративное государство Италия во главе с Папой.
Камилло Бенсо ди Кавур, будущий премьер-министр Сардинии, а затем объединённой Италия, работал редактором националистической итальянской газеты Il Risorgimento в 1840-х годах. Кавур был ярким примером гражданского национализма с большим вниманием к таким ценностям, как свобода, терпимость, равенство и индивидуальные права, совместимым с трезвым национализмом.
Экономический национализм повлиял на бизнесменов, толкая их в сторону поддержки объединения Италии. До объединения тарифные барьеры, установленные между итальянскими государствами и неорганизованная железнодорожная система препятствовали экономическому развитию полуострова. До революций 1848 года Карло Каттанео выступал за экономическую федерацию Италии.

### Революция 1848 и Рисорджименто

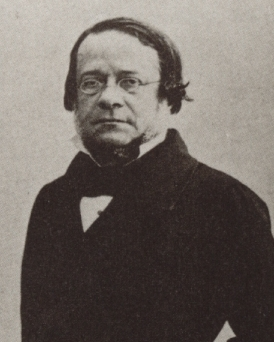
Даниэле Манин, президент недолговечной Республики Сан-Марко.

Итальянский национализм был распространён среди как консерваторов, так и среди либералов. Революции 1848 года привели к значительному росту итальянского националистического движения. Либерализация законов о прессе в Пьемонте в 1857 году позволила Даниэле Манину и Джорджо Паллевичино создать Итальянское национальное общество, целью которого было распространение в обществе идей объединения Италии под монархическими лозунгами вокруг Сардинского королевства, для чего, в том числе, проводились публичные собрания и выпускались газеты. Национальное общество помогло создать базу для итальянского национализма среди образованного среднего класса. К 1860 году Национальное общество акивно влиялои на доминирующие в Италии либеральные круги и завоевало поддержку среднего класса для объединения Пьемонта и Ломбардии.
Венецианский адвокат и правовед Даниэле Манин, признаваемый многими итальянскиим историками героем объединения Италии, верил в единую Италии задолго до инженера и будущего первого премьер-министра объединённой Италии Камилло Бенсо Кавура, который вместе с Джузеппе Гарибальди фактически объединил страну посредством дипломатических и военных действий. Во время Парижского конгресса 1856 года Манин обсуждал с Кавуром планы и стратегии по достижению объединения Италии; Кавур явно считал эти планы тщетными, и после встречи написал, что Манин говорил о «l'unità d'Italia ed altre corbellerie» («единстве Италии и прочей чепухе»).
Рисорджименто было идеологическим движением, которое помогло разжечь чувства братства и национализма в воображаемом итальянском сообществе, которое призывало к объединению Италии и вытеснению иностранных держав. Литература, музыка и другие средства выражения часто ссылались на славное прошлое Рима и чудесные подвиги, которые совершили их предки, защищая свою родину и выгоняя иностранных оккупантов.

### Колониализм

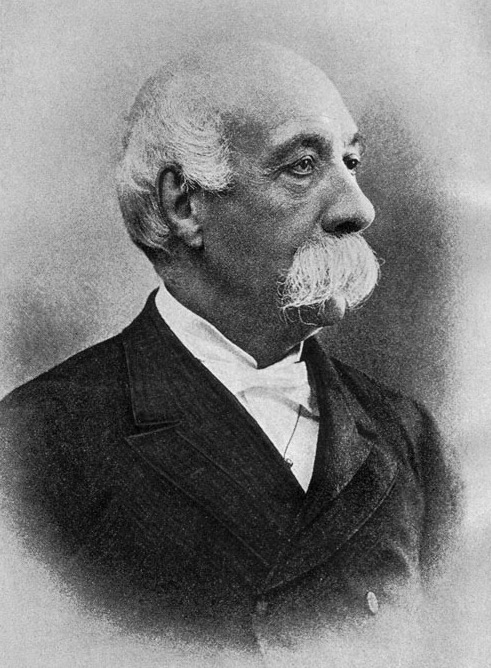
Франческо Криспи, будучи премьер-министром проводил националистическую политику.

После завершения объединения Италии в 1870 году итальянское правительство столкнулось с внутренним политическим параличом и внутренней напряжённостью, в результате чего прибегло к колониальной политике, чтобы отвлечь внимание итальянской общественности от внутренних проблем.
В эти годы одним из самых влиятельных политических деятелей страны был либерал Франческо Криспи, чьи действия на посту премьер-министра характеризовались национализмом, который часто проявлялся как форма одержимости национальным единством и защитой от враждебных иностранных государств. Италии удалось колонизировать восточноафриканское побережье Эритреи и Сомали, но не удалось завоевать Эфиопию, в результате чего 15 000 итальянцев погибли в войне. Затем Италия вела войну с Османской империей в 1911—1912 годах, получив Ливию и Додеканесские острова. Однако эти попытки получить народную поддержку со стороны общественности провалились, а восстания и яростные протесты стали настолько интенсивными, что многие наблюдатели считали, что молодое Королевство Италия не выживет.
Устав от внутренних конфликтов, раздирающих страну, ряд итальянских интеллектуалов во главе с Габриэле д'Аннунцио, Гаэтано Моска и Вильфредо Парето объявило войну парламентской системе и их позиция завоевала уважение среди итальянцев. Д'Аннунцио призвал молодых итальянцев искать самореализации в насильственных действиях и положить конец политическому маневрированию парламентского правительства. В 1910 году во Флоренции была основана Итальянская националистическая ассоциация (ANI). Её основателями стали писатели и журналисты Энрико Коррадини и Джованни Папини. Коррадини, будучи националистом-шовинистом, всячески подчёркивал необходимость военного героизма, полного самопожертвования индивидуализмом и равенством ради нации, необходимость дисциплины и послушания в обществе, величие и мощь Древнего Рима и необходимость для людей жить опасно. Экстремистские призывы Коррадини нашли поддержку у многих итальянцев.

### Первая мировая война

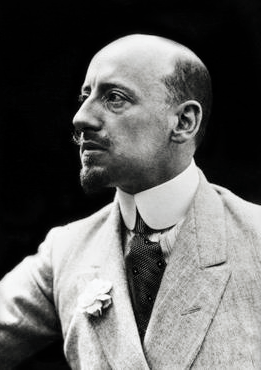
Габриэле д'Аннунцио на волне недовольства итогами Парижской конференции 1919 года создал недолговечное Итальянское регентство Карнаро в Фиуме (ныне Риека в Хорватии).

В начале Первой мировой войны в 1914 году Италия изначально сохраняла нейтралитет, несмотря на свой официальный союз с Германией и Австро-Венгрией с 1882 года на том основании, что союзники начали агрессивную войну, в которой она отказывалась принимать участие. В конечном итоге в 1915 году Италия решила вступить в войну на стороне Антанты (Великобритания и Франция) против Австро-Венгрии и Германии.

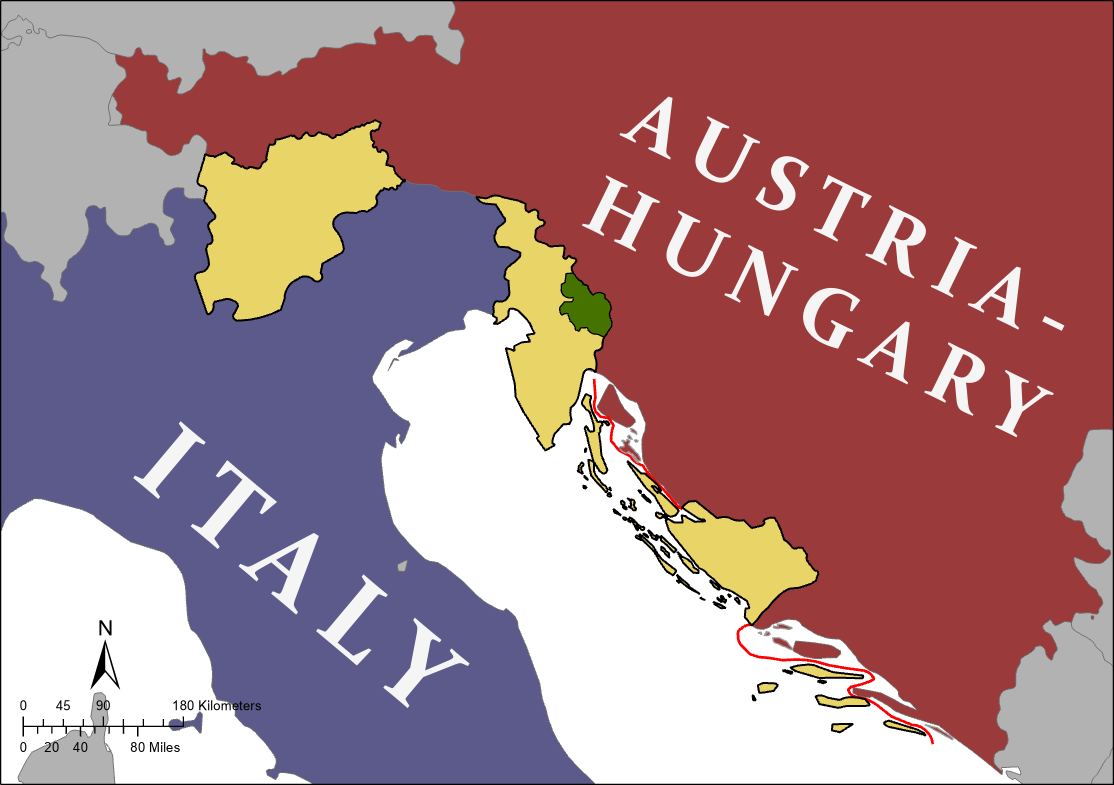
Территории, обещанные Италии Лондонским договором 1915 года, т. е. Трентино-Альто-Адидже, Венеция-Джулия и Далмация (бежевый), а также плато Снежник (зелёный). Однако Далмация в итоге была передана Югославии.

Жители Фиуме, 62 % населения которого составляли итальянцы, приветствуют прибытие Д'Аннунцио и его легионеров в сентябре 1919 года.

Масонство было влиятельной силой в итальянской политике, имея многочисленных сторонников среди профессионалов и среднего класса по всей Италии, а также в парламенте, государственном аппарате управлении и армии. Двумя основными масонскими организациями были Великий Восток и Великая ложа Италии. Они насчитывали в своих рядах около 25 000 членов, объединённых в более чем 500 ложах. С началом Первой мировой войны именно масоны взяли на себя задачу мобилизации прессы, общественного мнения и ведущих политических партий в поддержку присоединения Италии к союзникам. Традиционно итальянский национализм был сосредоточен на объединении и подрыве власти католической церкви. В 1914—1915 годах они отказались от традиционной пацифистской риторики и вместо этого прибегли к националистической риторике. Впрочем, это не заставило масонов забыть про космополитические универсальные ценности и в 1917 году они потребовали создания Лиги Наций для продвижения нового послевоенного универсального порядка, основанного на мирном сосуществовании независимых и демократических наций.
Италия вступила в Первую мировую войну в 1915 году с целью завершения Рисорджименто и окончательного объединения итальянских территорий, так что в самой Италии её участие в этой войне также известно как Четвёртая война за независимость. Италия, будучи союзником Германской и Австро-Венгерской империй в Тройственном союзе, в 1915 году присоединилась к союзникам, вступив в Первую мировую войну с обещанием существенных территориальных приобретений, которые включали западную Внутреннюю Крайну, Австрийское приморье и Далмацию, а также части Османской империи. Сен-Жерменский (1919) и Рапалльский (1920) договоры позволили Италии аннексировать Трентино-Альто-Адидже, Венецию-Джулию, Истрию, залив Кварнер и далматинский город Задар.
После окончания военных действий в ноябре 1918 года победа Италии над Австро-Венгрией и захват итальянцами бывших австро-венгерских территорий привели к взлёту националистических настроений в стране. Итальянский национализм оставался главной силой как на элитном, так и на народном уровне до 1945 года, когда демократия и антифашизм стали гораздо более важной силой.
В частности, итальянские националисты были в ярости из-за того, что союзники отказали Италии в праве аннексировать Фиуме, в котором большинство населения составляли итальянцы, но который не был включён в требования Италии, согласованные с союзниками в 1915 году, и большую часть Далмации, в которой преобладало славянское население, итальянское а далматинские итальянцы были в меньшинстве, утверждая, что итальянская аннексия значительной части Далмации нарушит Четырнадцать пунктов Вудро Вильсона. Д'Аннунцио ответил на это мобилизацией двух тысяч ветеранов войны, с которыми силой захватил Фиуме; эта акция была встречена международным осуждением, но была поддержана большинством итальянцев. Хотя правительство Д'Аннунцио в Фиуме было отстранено от власти, Италия аннексировала Фиуме несколько лет спустя.
Поскольку Италия не получила других территорий, обещанных Лондонским договором, этот результат был признан Бенито Муссолини, а вслед за ним и многими другими, как «изуродованная победа», что способствовало росту итальянского фашизма. Историки рассматривают «изуродованную победу» как «политический миф», используемый фашистами для подпитки итальянского империализма.

### Фашизм и Вторая мировая война

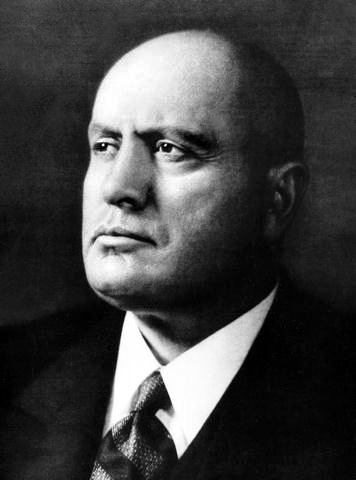
Отец итальянского фашизма Бенито Муссолини правил страной с 1922 по 1943 год.

Захват власти лидером итальянских фашистов Бенито Муссолини в 1922 году и создание им в Италии фашистского тоталитарного государства во многом стали возможными благодаря использованию националистических настроений и ирредентистским претензиям, основанным на наследии Римской и Венецианской империй. Придя к власти фашисты стали проводить интервенционистскую внешнюю политику. В 1935 году Муссолини вторгся в Эфиопию и основал колонию Итальянская Восточная Африка, что привело к международной изоляции и выходу Италии из Лиги Наций. Затем Италия вступила в союз с нацистской Германией и Японской империей и решительно поддержала Франсиско Франко в гражданской войне в Испании. В 1939 году Италия аннексировала Албанию, а в 1940 году вторглась в Грецию.
Во внешней политике Муссолини было три основных темы. Во-первых, фашистский режим во многом продолжил внешнеполитический курс предыдущего либерального режима, который ориентировался на союз с Германией и Австро-Венгрией и имел большие амбиции на Балканах и в Северной Африке. С тех пор, как Италия потерпела сокрушительное поражение в Эфиопии в 1896 году, в итальянском обществе существовала сильная потребность в реванше. Во-вторых, глубокое разочарование, вызванное тем, что по мнению многих итальянцев территориальные приобретения от Австрии были недостаточны, чтобы компенсировать потери, понесённые Италией в Первой мировой войне. В-третьих, обещание Муссолини восстановить гордость и славу Римской империи.
Итальянский фашизм с самого начала базировался на итальянском национализме и, в частности, стремился завершить то, что фашисты считалм незавершённым проектом Рисорджименто, то есть добиться включения Italia Irredenta (неосвобождённой Италии) в Итальянское королевство. Далмация к востоку от Италии по мнению фашистов была землей итальянской культуры. На юге фашисты претендовали на Мальту, которая принадлежала Великобритании, и греческий Корфу, на севере претендовали на Итальянскую Швейцарию, а на западе на Корсику, Ниццу и Савойю, которые принадлежали Франции. Муссолини стремился построить более тесные отношения с Германией и Великобританией, проявляя при этом враждебность по отношению к Франции и Югославии. В 1940 году Муссолини вступил во Вторую мировую войну на стороне гитлеровской Германии, но в уже сентябре 1943 года Италия была вынуждена сдаться союзникам.
После Второй мировой войны итальянский ирредентизм исчез вместе с побеждёнными фашистами и монархией Савойского дома. После Парижского договора (1947) и договора в Озимо (1975) Итальянская Республика отказалась от всех территориальных претензий (см. Международные отношения Италии). Таким образом, ирредентистское движение исчезло из итальянской политики.

### После Второй мировой войны
После падения фашизма и рождения Республики интерес к итальянскому национализму со стороны учёных, политиков и масс был относительно низким, в основном из-за его тесной связи с фашизмом и плохих воспоминаний о Второй мировой войне. Единственной заметной и активной политической партией, которая чётко объявила итальянский национализм своей основной идеологией, было неофашистское Итальянское социальное движение (MSI), которое появившись в 1946 году, к началу 1960-х годов стало четвёртой по величине партией в Италии. В эти годы итальянский национализм считался идеологией, связанной с правыми политическими партиями и организациями. Тем не менее, два важных события, казалось, оживили итальянский национализм среди итальянцев. Первое из них произошло в 1953 году и было связано с Триестским вопросом, когда притязания Италии на полный контроль над городом Триест и прилегающими территориями были в значительной степени одобрены большей частью итальянского общества, вызвав патриотические демонстрации.

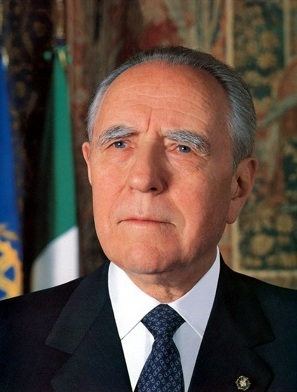
Карло Чампи, премьер-министр (1993—1994) и президент Италии (1999—2006).

В 1995 году Итальянское социальное движение было преобразовано в Национальный альянс и вошло в правительство Сильвио Берлускони: партия была частью всех трёх правительств коалиции Дом свобод во главе с Берлускони. Джанфранко Фини (лидер Национального альянса) был назначен заместителем премьер-министра после выборов 2001 года.
В 2000-х годах итальянский национализм, казалось, получил умеренную поддержку общества, в частности, в такие важные дни, как День Республики и День Освобождения. Президент Республики в 1999—2006 годах Карло Адзельо Чампи часто восхвалял патриотизм среди итальянцев, упоминая в своих речах национальные события, включая Рисорджименто и Сопротивление, национальные символы, такие как флаг Италии и национальный гимн. Националистические лозунги часто используются во время антиглобалистских протестов в Италии. Сегодня итальянский национализм по-прежнему в основном поддерживается правыми политическими партиями, такими как «Братья Италии», и небольшими крайне правыми группировками, такими как «Правые», «КазаПаунд», «Новая сила» и «Fiamma Tricolore». Тем не менее, в последнее время итальянский национализм иногда принимался как форма банального национализма либеральными партиями, такими как «Вперёд, Италия», центристскими, такими как Союз Центра, или даже левоцентристскими партиями, такими как «Демократическая».
Итальянский национализм столкнулся с большим сопротивлением внутри самой Италии. Регионализм и локальные идентичности бросили вызов концепции единой итальянской идентичности, в первую очередь в Фриули-Венеция-Джулия, Неаполе, Сардинии, Сицилии и Венето. Именно региональные идентичности оказывали самое сильное сопротивление планам «пьемонтизации» страны после объединения Италии под руководством Пьемонта. Итальянская идентичность также долгое время была испытывала трудности из-за постоянно растущего разделения между Севером и Югом, которое отчасти возникло из-за экономических различий между высокоразвитым индустриализированным Севером и слаборазвитым аграрным Югом.

## Партии
| Действующие - Братья Италии (с 2012) - Лига (с 2017) - Трёхцветное пламя (с 1995) - Социальный национальный фронт (с 1997) - Новая сила (с 1997) - КазаПаунд (с 2003) - Движение социальной идеи (с 2004) | Недействующие - Партия действия (1848—1867) - Итальянская националистическая ассоциация (1910—1923) - Союз революционного действия (1915—1919) - Политическая партия футуристов (1918—1920) - Итальянский союз борьбы (1919—1921) - Национальная фашистская партия (1921—1943) - Республиканская фашистская партия (1943—1945) | - Демократическая фашистская партия (1945—1946) - Итальянское социальное движение (1946—1995) - Национальный фронт (1967—1970) - Национальный фронт (1990—2000) - Национальный альянс (1995—2009) - Правые (2007—2017) - Национальное движение за суверенитет |

## Персоналии
- Джузеппе Мадзини (1805—1872)
- Энрико Коррадини (1865—1931)
- Габриеле д’Аннунцио (1863—1938)
- Бенито Муссолини (1883—1945)
- Роберто Фариначчи (1892—1945)
- Джорджо Альмиранте (1914—1988)
- Стефано Делле Кьяйе (1936—2019)
- Роберто Фиоре (р. 1959)